# Chiesa di San Giovanni Battista (Borno)
La chiesa di San Giovanni Battista, detta anche chiesa dei Santi Martino e Giovanni Battista, è la parrocchiale di Borno, in provincia e diocesi di Brescia; fa parte della zona pastorale della Media Val Camonica.

## Storia
La prima citazione di un luogo di culto a Borno risale al 1018; all'inizio del Basso Medioevo essa fu eretta a parrocchiale, affrancandosi così dalla pieve di Cividate Camuno.
Nel XII secolo venne edificata una nuova chiesa, consacrata nel 1146 dal vescovo di Brescia Manfredo Boccacci.
L'edificio fu poi interessato da una ricostruzione verso la metà del XV secolo; il 28 giugno 1456 papa Callisto III provvide a risistemare i benefici ecclesiastici bornesi.
Nel Settecento, vista la situazione non ottimale della struttura, si pensò un primo tempo di ampliarla, ma poi si preferì demolirla e riedificarla ex novo. La prima pietra della nuova parrocchiale fu posta nel 1771; la chiesa, disegnata dal capomastro  Pier Antonio Cetti da Lallio  e ha afreschi interni di Sante Cattaneo, venne portata a compimento nel 1781.
Negli anni settanta si procedette a restaurare l'edificio e ad adeguarlo alle norme postconciliari; negli anni novanta si procedette alla risistemazione del tetto.

## Descrizione

### Esterno
La facciata a salienti della chiesa, rivolta a ponente e suddivisa da una cornice marcapiano dentellata in due registri, entrambi scanditi da paraste, presenta in quello inferiore il portale d'ingresso timpanato e in quello superiore, coronato dal frontone triangolare, una finestra rettangolare, anch'essa timpanata, e delle specchiature.

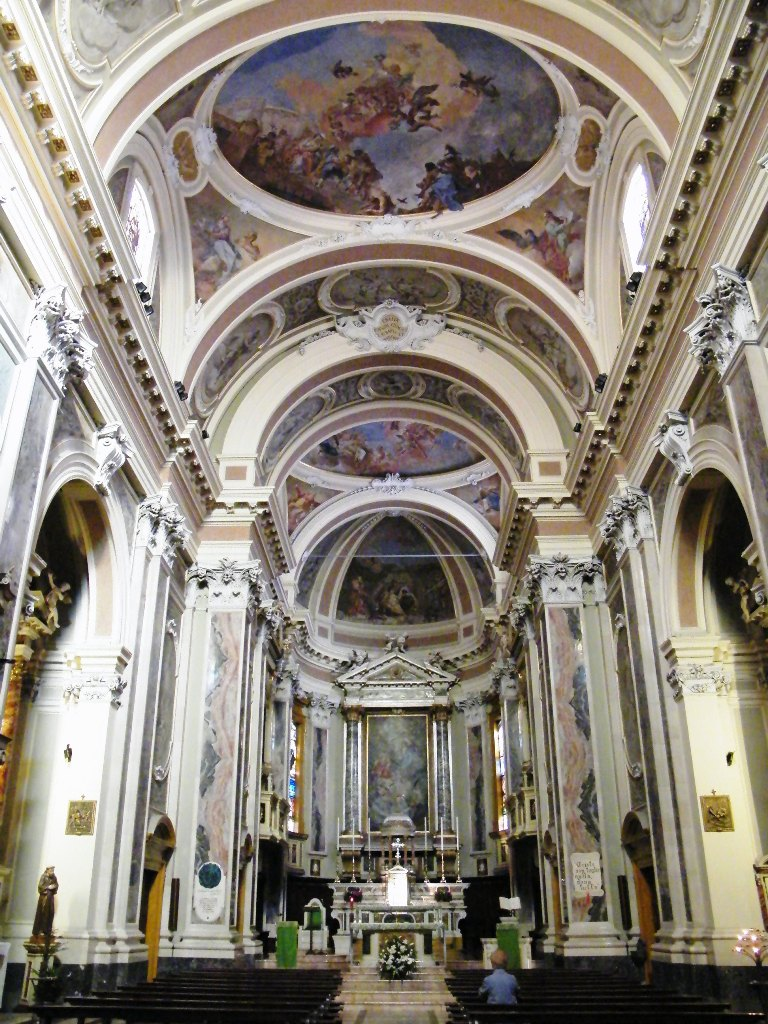
L'interno

Annesso alla parrocchiale è il campanile in pietra a base quadrata, la cui cella presenta su ogni lato una monofora ed è coperta dal tetto a quattro falde.

### Interno
L'interno dell'edificio si compone di un'unica navata, sulla quale si affacciano le cappelle laterali e le due pareti sono scandite da lesene sorreggenti il cornicione sopra il quale si imposta la volta a vela; al termine dell'aula si sviluppa il presbiterio, chiuso dall'abside semicircolare.
Qui sono conservate diverse opere di pregio, tra cui l'altare maggiore, costruito da Giacomo Novi, e la pala dell'altare di Santa Croce, dipinta da Ponziano Loverini nel 1918.